# シティバンク、エヌ・エイ (在日支店)
シティバンク、エヌ・エイ東京支店 (Citibank, N.A., Tokyo Branch)とは、米国に本拠を置く金融機関（銀行）であるシティバンク、エヌ・エイが日本に展開している在外支店である。かつてはシティバンク、エヌ・エイ在日支店が存在し、2007年7月1日に日本法人シティバンク銀行株式会社に事業譲渡したが、2017年4月1日に再びシティバンク、エヌ・エイ東京支店を開設し、シティバンク銀行から事業譲渡を受けた。

## 概説
1902年（明治35年）10月にシティバンク、エヌ・エイの前身であるインターナショナル・ バンキング・コーポレーションが横浜支店を開設したのが日本における事業の始まりである。2年後には神戸に、1920年代には東京・大阪にも出店し4店舗体制となるが、1941年（昭和16年）、日米関係の悪化に伴いすべて閉店、日本からいったん撤退した。
戦後、1946年（昭和21年）に東京で営業を再開、残る3店舗も次々再開。1951年（昭和26年）には名古屋に新規出店、長らく5店舗体制が続いた。1981年（昭和56年）には赤坂支店を開設した。
1980年代後半から、他の外国銀行支店とは一線を画す動きを見せ始める。1988年（昭和63年）にマルチマネー口座を日本でも開始。銀行カラーは本国と同じく金地に黒文字。当時は、マルチマネー・セービングス、マルチマネー定期預金、ワールドミックス定期預金、ゴールド・セービングスの4種類から開始。
1988年（昭和63年）に新宿南口出張所（後年、支店に昇格）を開店して以後、店舗網を拡大。国際送金を要する顧客や在日外国人のみならず、日本国内の大口個人顧客に対するプライベートバンキングなど業容を拡大した。だが、2004年には、在日支店の富裕層の資産運用を助言するプライベートバンキング部門において、融資と債権の違法な抱き合わせ販売や株価操作のための資金提供、組織犯罪関係者のマネーロンダリングの手助けや、匿名口座と知りながら大口顧客の口座開設などを行った不祥事が金融庁に摘発された。金融庁の厳しい行政処分により拠点の認可取り消しなどがされ、同部門の閉鎖、全面撤退が行われた。
このほか、日本ではそれまで外国為替銀行法に基づき、東京銀行および「外国為替公認銀行」としてシティバンク、エヌ・エイ在日支店など外国銀行支店がその任にあった外国為替業務に、東京銀行以外の日本の金融機関が次々参入している（これが、1996年の東京銀行の合併による消滅および1998年の外国為替銀行法廃止の背景でもある）。ほか、1999年には郵便局のキャッシュサービス（現：ゆうちょ銀行ATM）での入出金を開始している。
1985年（昭和60年）に電電公社がフリーダイヤルを開始すると同時に、フリーダイヤルを用いた顧客対応を開始した（当時は行員への直通通話用のみ。テレホンバンキングを開始したのは1988年）ほか、1980年代後半には世界に広がるシティバンクのネットワークを生かしたシティバンク独自の概念を反映したアカウント口座「マルチマネー」を開始した。
1990年代には、インターナショナルキャッシュカードの発行（1991年、日本初）、ATMの24時間稼動開始、口座維持手数料の導入（当初は30万円未満の顧客を対象としていた）。1991年（平成3年）3月12日よりキャッシュカードでの1日当たりの引き出し限度額が、従来の100万円から300万円に引き上げられた。
1992年（平成4年）に東京支店が分割され、個人部門は東京支店から大手町支店に口座変更し存続、法人部門を東京支店として大手町から天王洲アイルのシティコープセンターに移転する。1998年にはインターネットバンキング「シティダイレクト」（後年「シティバンク オンライン」に改称）を開始した。2003年には銀座支店で窓口の「365日営業」を開始した。
その後、日本におけるシティグループの銀行業務を外国法人から日本法人（現地法人）へ移管することになり、シティバンク準備株式会社が2007年（平成19年）3月27日付で設立。2007年（平成19年）7月1日に在日支店の業務を、同社から改称したシティバンク銀行株式会社へ譲渡され営業開始された。これにより、預金保険の対象外であったシティバンクの円預金が預金保険の対象になった。また、シティバンク、エヌ・エイ在日支店の看板上の日本語表記については「シティバンク銀行」としていた。これは日本において銀行業務を行う場合、外国法人であっても「銀行」の文字を掲げる必要があるための措置である。それ以外の印刷物には「銀行」の文字を入れたり「シティバンク銀行」としたりすることはなかった。
なお、リテール部門をSMBC信託銀行に売却し法人業務に特化したことによる体制見直しの一環として、シティバンク、エヌ・エイは2017年（平成29年）4月1日に再び在日支店たる東京支店を開設し、シティバンク銀行からその事業の全部の譲渡を受けた。なお、これに伴い4支店が移管されたが、東京支店を除く3拠点は「東京支店に従たる支店」（「シティバンク、エヌ・エイ東京支店 法人金融取引総合コンプライアンス規約」第1条）とされている。また、外国銀行の支店であるため、法人預金は預金保険機構によるペイオフの対象とはならない。

## 在日支店(2007年6月まで)
2007年（平成19年）6月末までのシティバンク、エヌ・エイ在日支店（Citibank, N.A., Japan Branches）時代、以下のサービスを提供した。
- 自行ATMの24時間稼動
- 総預金残高が一定以上の場合、以下の優遇サービスを提供
  - 提携金融機関利用時のATM利用手数料をキャッシュバック（口座に入金）し、実質無料化。ただし、総預金残高が一定未満の場合、口座維持手数料を徴収される。

1995年（平成7年）に日本人向けに住宅ローンの取扱いを開始。テレホンバンキングでの一部繰上返済手続とその手数料が何度でも無料という点が先駆的であったが、2002年9月30日を以て債権をUFJ銀行へ一括譲渡し、同サービスとそれに携わる部署を閉鎖し、撤退した。翌2003年（平成15年）にシティグループは日本においてCFJを立ち上げ、グレーゾーン金利撤廃までは高収益であった消費者金融事業に注力することになった。その後シティバンク銀行が2008年（平成20年）より住宅ローンの新規取扱を開始（実質的に再開）している。

## シティバンク銀行(2007年7月〜2017年3月)
2007年（平成19年）7月〜2017年（平成29年）3月の間はシティバンク銀行株式会社であった。詳細はシティバンク銀行を参照。

## 東京支店(2017年4月以降)
2017年（平成29年）4月よりシティバンク、エヌ・エイ東京支店となった。
営業店の名称及び所在地
- 東京支店（730）- 東京都千代田区大手町 1-1-1 大手町パークビルディング
- 大阪支店（734）- 大阪府大阪市中央区西心斎橋 2-1-2 御堂筋ダイヤモンドビル
- ヤマブキ支店（802）<口座支店> - 東京都新宿区新宿 6-27-30 新宿イーストサイドスクエア
- 東新宿出張所 - 東京都新宿区新宿 6-27-30 新宿イーストサイドスクエア
- 沖縄出張所 - 沖縄県那覇市前島 3-25-1 泊ふ頭旅客ターミナルビルディング